# Il leone va alla guerra
"Il leone va alla guerra" è una favola scritta da Esopo, ripresa da Fedro e trasformata in una poesia da Jean de La Fontaine.

## Trama
Il leone, re della foresta, stava preparando una guerra e proclamò un bando a tutti gli animali della foresta perché lo aiutassero.
Quando vennero tutti gli animali, il re leone assegnò a ognuno il proprio compito. Ordinò all'elefante, vista la sua forza, di combattere e di portare l'artiglieria, alla volpe, vista la sua furbizia, di ingannare il nemico, all'orso per la sua prodezza di difendere la trincea. Quando dovette dare gli ordini all'asino e alla lepre, gli animali derisero il primo per la stupidità, il secondo per la sua codardia. Il leone però difese gli animali, spiegando che l'asino, grazie al suo raglio, può essere un ottimo trombettiere, e la lepre, grazie alla sua velocità, può fare da portaordini.

## Morale
Tutte le persone sono utili se sfruttano le loro capacità nel momento opportuno.